# Avondale House
Avondale House es una casa situada en Avondale, condado de Wicklow, Irlanda. Es el lugar de nacimiento y el hogar de Charles Stewart Parnell (1846-1891), líder político irlandés. Se encuentra emplazada en el Avondale Forest Park, de unos 2 km² y que cuenta con senderos y paseos que permiten realizar paseos de entre una a cinco horas de duración. Por el parque fluye el río Avonmore.
Se trata de una casa de estilo georgiano, diseñada por James Wyatt y construida en 1777. Destaca sobre todo el trabajo en escayola y aún contiene numerosas muebles originales. La American Room ("habitación estadounidense") está dedicada al contraalmirante Charles Stewart, abuelo estadounidense de Parnell que mandó la fragata USS Constitution durante la guerra anglo-estadounidense de 1812.
Los visitantes son puestos en situación mediante la visualización de una presentación audiovisual. El complejo de la casa dispone de restaurante, librería, zonas de pícnic, zonas de juegos para niños, dos recorridos de orientación y un parquing para coches y autobuses.